# Josep Ramon de Camps i Avinyó
Josep Ramon de Camps i d'Avinyó (Peralada, segle xviii - 1858) fou un terratinent altempordanès amb possessions a Peralada i Espolla, entre altres llocs. Era fill de Francesc de Paula de Camps i Font natural de Girona i Marianna d'Avinyó i Desprat natural de Peralada. Va tenir un paper destacat en el setge de Girona de 1808.
Es va casar amb Joaquima de Matas i d'Albert, de Figueres i va tenir els fills següents: Pelagi de Camps i de Matas, l'hereu, Ferran, Carlota, Joaquima i Pilar, aquesta última casada amb Antoni de Suelves i Ustariz, marquès de Tamarit. Fou elegit diputat per Girona a les Corts de 1836, 1840 i 1841. En 1836 apareix en el primer lloc de la relació dels majors contribuents de la província de Girona.